# Javier di Gregorio
Javier Eduardo di Gregorio Hoste (* 23. Januar 1977 in Mendoza) ist ein ehemaliger chilenischer Fußballtorwart. Mit der U-23 Chiles gewann di Gregorio die Bronzemedaille bei den Olympischen Spielen 2000.

## Vereinskarriere
Geboren in Argentinien chilenischer Eltern spielte Javier di Gregorio in der Jugend des Universidad Católica. Sein Debüt gab er nach Unstimmigkeiten mit dem Universitätsklub 1998 bei Coquimbo Unido. Nach einer Leihe 2001 bei CD Huachipato ging er 2004 nach Mexiko, wo er für Nacional Tijuana und dann bei Atlético Mexiquense spielte.
2005 kam Javier di Gregorio zurück nach Chile, wo er für Deportes Puerto Montt spielte. Am 24. Juli, als die Mannschaft mit dem Bus vom Auswärtsspiel bei den Rangers de Talca zurückkam, erlitt der Torhüter nach einem Unfall eine schwere Oberschenkelverletzung mit mehreren Brüchen. Er fiel über lange Zeit aus und stand erst 2007 bei Deportes Temuco wieder auf dem Platz. 2009 beendete Javier di Gregorio seine Karriere im Trikot von Deportes Melipilla.

## Nationalmannschaft
Im Jahr 2000 konnte er mit der chilenischen Olympiaauswahl die Bronzemedaille bei den Olympischen Sommerspielen in Sydney sichern. Obwohl er in der Olympiaqualifikation und der Vorbereitung auf das Turnier alle Spiele absolvierte, wurde der Torhüter in Sydney nicht eingesetzt.
In der A-Nationalmannschaft Chiles absolvierte di Gregorio sein einziges Länderspiel im Mai 2007 gegen Kuba. Beim 2:0-Erfolg im Freundschaftsspiel wurde di Gregorio in der 83. Spielminute für Fernando Hurtado eingewechselt.

## Erfolge
Chile
- Bronzemedaille bei den Olympischen Spielen: 2000